# HOT HIT 100
HOT HIT 100（ほっとひっとひゃく）は、日本テレビで放送されている24時間テレビ 「愛は地球を救う」の、2003年（第26回）・2004年（第27回）の回で放送されていた1コーナーで音楽企画。この企画は、24時間テレビのテレビドラマの次のコーナーに放送されていた。
2002年（第25回）までは『THE夜もヒッパレ』の24時間テレビ版の『THE深夜もヒッパレCLUB24』を放送していた。その後、同番組が2002年9月21日に放送終了したため、2003年（第26回）から『HOT HIT 100』に名称を変更して放送を開始した。
山口智充が司会を務め、内容は『THE夜もヒッパレ』とほぼ同じで、異なる点を言うと有名人のお気に入りの曲を紹介している程度であった。このコーナーの最後には歌っている人がボケをかまし、他の芸人さんがコケて、ボケをかました人が「サライ」を歌い始め、その後全員で「サライ」を大合唱する演出があった。

## 司会者

### 2003年
- 山口智充(DonDokoDon)
- 久本雅美
- オセロ※この年の24時間テレビの番組パーソナリティを担当。

### 2004年
- 山口智充
- 石川亜沙美
- オセロ※この年の24時間テレビの番組パーソナリティを担当。
- 東山紀之※この年の24時間テレビのスペシャルサポーターを担当。また、このコーナーの総合司会でもある。

## スペシャルゲスト

### 2003年
- セリーヌ・ディオン

### 2004年
- ノラ・ジョーンズ
- パク・ヨンハ

## スタッフ

### 2003年
- 構成：町山広美
- SW：江村多加司
- 照明：阿部権治
- 調整：佐藤満
- 音効：佐藤裕二
- 音楽：多田暁、Osha-B.Tock
- 協力：Lavca
- PA：藤原靖久
- クレーン：中村将直
- TK：坂本幸子、春日千佳子、岸波明子
- 美術デザイン：道勧英樹
- 装置：岩田有立
- オブジェ：佐俣勇
- 装飾：後藤隆彦
- 電飾：上野厚子、浅野辰也
- タイトル：守屋健太郎
- CG：マザーランドエンターテインメント
- 制作進行：石田美和
- アシスタントプロデューサー：川嶋典子、棚橋砂予
- デスク：濱村吏加
- ディレクター：佐藤正樹、浪岡厚生、佐々木俊勝、藤原耕治、永井英樹、市野雅一、村井創太郎
- プロデューサー：森下典子
- 演出プロデュース：三枝孝臣、福士睦
- 制作協力：イー・カンパニー、日本テレビエンタープライズ

### 2004年
- 構成：町山広美
- SW：江村多加司
- カメラ：水梨潤
- 音声：村上正、木本文子
- 照明：阿部権治
- 調整：三山隆浩
- クレーン：中村将直
- 音効：佐藤裕二
- 音楽：多田暁、Osha-B.Tock
- 協力：Lavca
- PA：藤原靖久
- TK：坂本幸子、春日千佳子、岸波明子
- 美術プロデューサー：林健一
- 美術デザイナー：道勧英樹
- 装置：岩田有立
- 装飾：吉田浩
- 電飾：上野厚子、浅野辰也
- 特殊効果：内山栄一
- 持道具：吉田美樹
- 衣裳：須崎美和
- 結髪：菊池美抄
- メイク：勝山美恵
- デスク：濱村吏加
- ディレクター：佐藤正樹、毛利忍、南波昌人、前田直敬、浪岡厚生、藤原耕治、福島伸次郎、井上芳朗、佐々木俊勝、有元厚二
- アシスタントプロデューサー：棚橋砂予
- プロデューサー：森下典子
- プロデューサー・演出：三枝孝臣
- 制作協力：イー・カンパニー、日本テレビエンタープライズ